# Likani

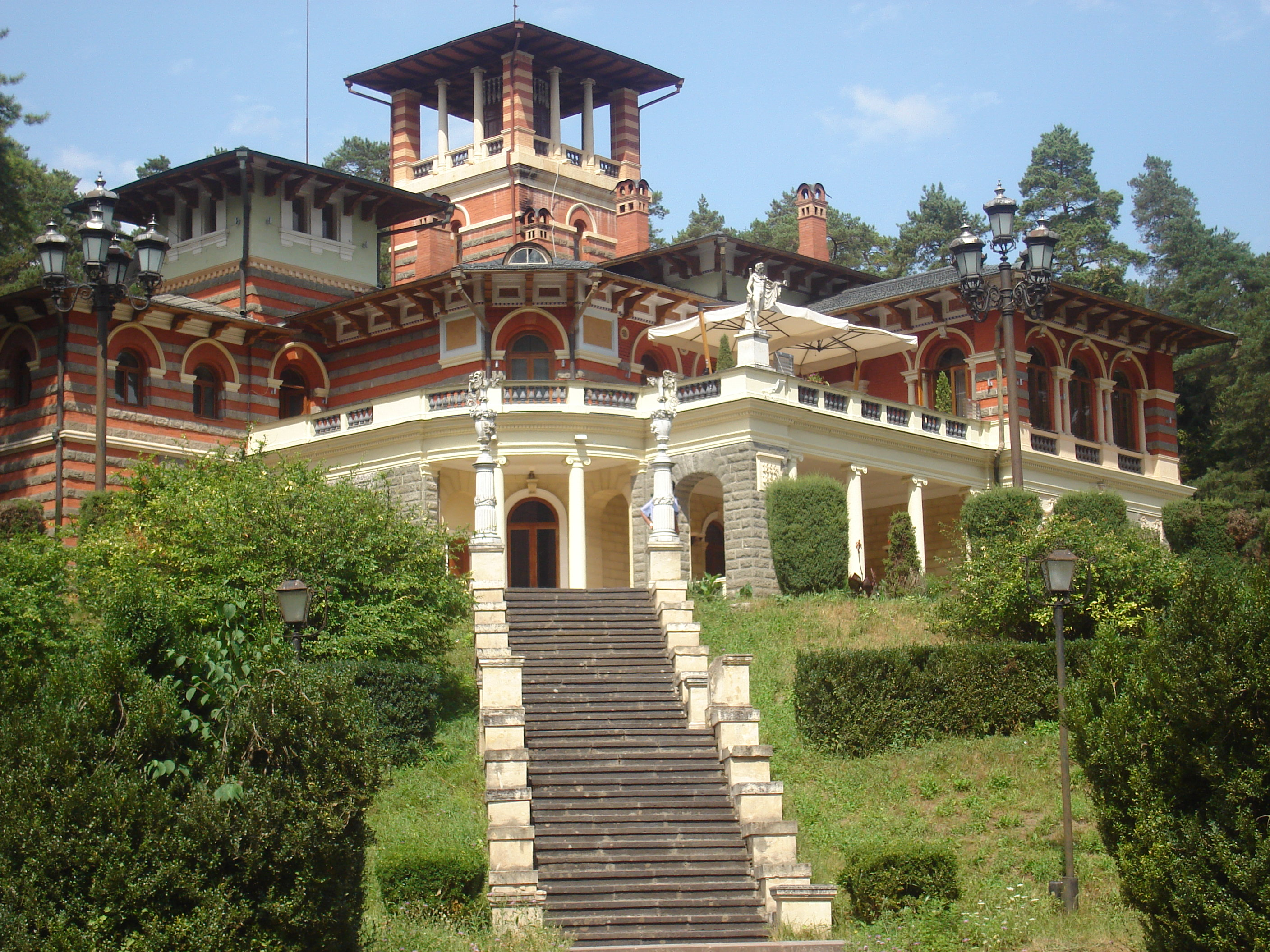
Palacio de Likani

Likani (en georgiano: ლიკანი) es un poblado en la región de Samtsje-Yavajeti, ubicado al extremo oeste de la ciudad de Borjomi, en el desfiladero de Borjomi, a unos 160 km al oeste de Tiflis, capital de Georgia. Se encuentra junto al parque nacional Borjomi-Kharagauli y es un popular balneario de montaña. 

## Historia
Unos de sus lugares más importantes incluyen una basílica de tres naves (de los siglos VIII-IX) y el Palacio de los Romanov (1892-95). El último – proyectado por Leon Benois y diseñado por Leopoldo Bilfeldt – fue construido en la orilla del Río Kurá como una mansión de verano del Gran Duque Nicolás Mijáilovich de Rusia. Durante la Unión Soviética, la residencia Likani pasó a ser propiedad del estado, y era frecuentada por los principales funcionarios soviéticos, incluyendo a José Stalin. En la reciente independencia de Georgia, el palacio funciona como residencia de verano del Presidente de Georgia. El resto del complejo recreativo Likani, incluyendo un sanatorio de la era soviética, fue comprado en abril de 2006, por la compañía energética estatal kazaja KazMunayGas que se comprometió a desarrollar el área en un centro de turismo internacional.
Sus inviernos son suaves y no muy nevosos con una temperatura promedio de -2.0 °C, mientras que en verano es cálido con una temperatura promedio de 20-25 °C. El Parque Likani, popularmente explotado como zona recreativa, está dominado por robles y coníferas y alberga manantiales minerales de composición similar a "Borjomi".